# Los Angeles Is Burning
Los Angeles Is Burning is een single van de Amerikaanse punkband Bad Religion. Het is het zesde nummer van het dertiende studioalbum van de band, The Empire Strikes First. De tekst is afkomstig van de gitarist Brett Gurewitz.
Mike Campbell speelt gitaar op de achtergrond van het nummer. Hij is geen lid van de band, maar werd toch gevraagd voor dit gastoptreden.
Naast het oorspronkelijke album The Empire Strikes First is de single ook te horen op de dvd Live at the Palladium.

## Tekst
Opvallend is het stukje More a question than a curse, how could hell be any worse?. Het stukje achter de komma, verwijst naar hun eerste album, How Could Hell Be Any Worse?.

## Hitlijsten
| Jaar | Titel                  | Hitlijst              | Plaats |
| ---- | ---------------------- | --------------------- | ------ |
| 2004 | Los Angeles Is Burning | US Modern Rock Tracks | 40     |

## Samenstelling
- Greg Graffin - zang
- Brett Gurewitz - gitaar
- Brian Baker - gitaar
- Greg Hetson - gitaar
- Jay Bentley - basgitaar
- Brooks Wackerman - drums
- Mike Campbell - gitaar